# Quake
Quake è un videogioco del genere sparatutto in prima persona, sviluppato da id Software e pubblicato da GT Interactive nel 1996 per PC. È il primo gioco della serie Quake. Il giocatore deve farsi strada attraverso livelli a labirinto dall'aspetto antico, mentre si combattono diversi mostri usando armi futuristiche.
Inizialmente disponibile solo per MS-DOS, è stato in seguito convertito per Windows dalla stessa id Software; inoltre è uscito ufficialmente per Sega Saturn (ma usando un altro motore grafico) e Nintendo 64; era stato realizzato un prototipo di coin-op, ma che non è mai stato usato commercialmente.
È il successore spirituale della serie di Doom di id Software, infatti Quake è costruito sulla tecnologia e sul gameplay del predecessore. Diversamente dal motore grafico di Doom, il motore di Quake dispone di un rendering real-time 3D ed ebbe un supporto iniziale per l'accelerazione 3D attraverso OpenGL. Dopo che Doom aiutò il diffondersi dei deathmatch multiplayer, Quake aggiunse nuove opzioni multigiocatore. Il comparto multiplayer divenne sempre più comune, grazie anche all'aggiornamento QuakeWorld e a nuovi software come QuakeSpy rendendo il processo di ricerca di nuovi giocatori con cui scontrarsi più facile e affidabile. Sono presenti anche musiche composte da Trent Reznor e Nine Inch Nails.
Fu inoltre l'ultimo prodotto id Software pubblicato come shareware. Il codice sorgente venne distribuito sotto licenza GNU GPL nel dicembre del 1999.
Il 19 agosto 2021, viene pubblicata una versione rimasterizzata con tutte le espansioni incluse, disponibile per PC, Xbox One, Xbox Series X/S, PlayStation 4 e PlayStation 5.

## Trama
Nella campagna, il giocatore prende il ruolo del protagonista conosciuto come "Ranger" che è stato inviato attraverso un portale per fermare un nemico pericoloso, nome in codice "Quake". Il governo ha effettuato diversi esperimenti con il teletrasporto e hanno sviluppato un prototipo funzionante chiamato "Slipgate"; il misterioso Quake ha compromesso lo Slipgate connettendolo con il suo personale sistema di teletrasporto, usandolo per mandare i suoi squadroni della morte nella dimensione umana.
L'unico sopravvissuto protagonista in "Operation Counterstrike" è Ranger, che deve avanzare, iniziando in ognuno dei quattro episodi da una base militare umana invasa, e deve farsi strada attraverso altre dimensioni, raggiungendole attraverso lo Slipgate. Dopo aver attraversato lo Slipgate, l'obbiettivo primario di Ranger è quello di collezionare quattro rune magiche dalle quattro dimensioni di Quake; queste sono la chiave per fermare il vero nemico che più avanti nel gioco si scoprirà essere Shub-Niggurath e, quindi, fermare l'invasione della Terra.

## Modalità di gioco

### Singleplayer
La campagna singleplayer consiste in 30 livelli, o "mappe", divisi in quattro episodi (con un totale di 26 mappe normali e 4 mappe segrete; sono presenti anche 6 mappe multiplayer), un "hub centrale" per selezionare il livello di difficoltà e gli episodi, e il livello del boss finale. Una volta selezionato un livello di difficoltà si presentano quattro portali, che portano ad un rispettivo episodio: Dimension of the Doomed, The Realm of Black Magic, The Netherworld e The Elder World, tutti divisi a loro volta in vari livelli. Ogni episodio rappresenta una dimensione diversa che il giocatore può raggiungere attraverso portali magici che vengono scoperti durante il corso della partita. I vari reami consistono in un numero di caverne e dungeon che ricordano il gotico, il medioevo e l'inferno, con un tema ricorrente agli ambienti satanici di Doom (come i pentacoli e immagini di demoni sui muri).
Le armi utilizzabili sono 8: si inizia con un'ascia e un fucile a singola canna, per poi trovare una doppietta, due sparachiodi (uno a doppia e uno a quadrupla canna), un lanciarazzi, un lanciagranate e il "Thunderbolt", in grado di lanciare raggi elettrici anche attraverso i muri. Alcuni nemici presenti nel gioco sono più o meno vulnerabili ai tipi di danno: ad esempio lo "Shambler" è resistente alle armi esplosive, mentre gli "Zombie" possono essere uccisi solo da quest'ultime.
Sono inoltre presenti munizioni e potenziamenti, tra cui l'iconico Quad Damage con cui si amplificano temporaneamente per 4 i danni delle armi. Alla fine di ogni episodio è presente una runa da raccogliere. Solo nel primo episodio dopo averla raccolta bisogna sconfiggere un boss, lo "Chthon". Raccogliendole tutte si ottiene l'accesso a un ulteriore livello che conduce allo scontro con il boss finale, Shub-Niggurath.

### Multiplayer
Nel multiplayer, i giocatori sono collegati su diversi computer connessi ad un server (che potrebbe essere una macchina dedicata o uno dei computer dei giocatori) dove possono sia giocare alla campagna singleplayer in modalità co-op, sia giocare l'uno contro l'altro nella modalità multiplayer. Quando il giocatore muore nella modalità multiplayer, può immediatamente rinascere ma perderà tutti gli oggetti che ha collezionato. Tuttavia gli oggetti, che vengono raccolti durante il corso della partita, respawnano dopo un po' di tempo e si potranno, dunque, prendere di nuovo. La modalità di multiplayer più popolari è il deathmatch. Le modalità di deathmatch tipicamente consistono in un tutti-contro-tutti (nessuna organizzazione e squadre), duelli uno-contro-uno, oppure un deathmatch a squadre con due o più giocatori per squadra.
Ci sono diverse meccaniche che resero il gioco unico alla sua uscita. Per esempio: il bunny hopping che può essere usato per muoversi più velocemente del normale e il rocket jump che permette al giocatore di raggiungere aree inaccessibili al costo di un po' di vita.

## Espansioni

### Mission Pack No 1: Scourge of Armagon
Sviluppata da Hypnotic Interactive (diventata poi Ritual Entertainment) e uscita il 28 febbraio 1997, è composta da un nuovo episodio single player composto da 15 livelli (generalmente dotati di più elementi interattivi rispetto a quelli originali), una nuova arena multiplayer, nuove musiche scritte da Jehun Hwang, tre nuovi nemici (Centroid, Spike Mine e Gremlin, che può rubare alcune armi al giocatore per usarle contro di lui), tre nuove armi (un laser, mine di profondità e il leggendario Mjolnir, che era fra le armi pensate per l'originale Quake) e un nuovo boss, Armagon. Uscito nel febbraio 1997, era distribuito da Activision.

### Mission Pack No 2: Dissolution of Eternity
Sviluppata da Rogue Entertainment e uscita il 31 marzo 1997, è un nuovo episodio single player di 16 livelli. Appaiono otto nuovi mostri (Electric Eel, Phantom Swordsman, Multi-Grenade Ogre, Hell Spawn, Wrath, Guardian, Mummy, Statue) e tre nuovi boss (Hephaestus, The Overlord, The Dragon), nuove armi (Lava Nailgun, Lava Super Nailgun, Multi-Grenade Launcher, Multi-Rocket Launcher, Plasma Gun, Grappling Hook) e una nuova colonna sonora, sempre composta da Jehun Hwang.

## Sviluppo
In uno dei primi titoli della id Software, Commander Keen, era contenuta una preview di un gioco chiamato The fight for justice, il cui protagonista si chiamava Quake ed era armato di fulmini e di un anello di rigenerazione. Il gioco avrebbe dovuto sfruttare il motore grafico bidimensionale di Commander Keen, avere una visuale dall'alto ed elementi ruolistici (il personaggio di Quake era nato da una partita di Dungeons & Dragons di Carmack, così come la spada Daikatana dall'omonimo videogioco) ma quando i primi tentativi di realizzare il progetto si rivelarono deludenti venne abbandonato.
Subito dopo la pubblicazione di Doom II la software house statunitense iniziò a pensare ad un nuovo titolo da sviluppare, e subito l'idea fu quella di riprendere un'idea che era nell'aria già da diverso tempo: Quake avrebbe dovuto essere un gioco con un protagonista simile al leggendario Thor che andava in giro con un enorme martello con cui combattere i suoi nemici. Le prime schermate diffuse all'inizio del ciclo di sviluppo mostravano livelli in stile azteco, ma non passò molto tempo prima che il team decidesse di cestinarli in favore di un'ambientazione medievale. Data la decisione di usare l'impostazione in prima persona, gli elementi ruolistici lasciarono presto spazio all'esplorazione, e al mondo di gioco venne dato uno stile più oscuro, frutto dell'influenza dei racconti di Lovecraft. Quake fu uno dei principali motivi per cui John Romero lasciò id Software. Il suo ambizioso progetto di ibrido avventura-GDR a tema fantasy era giunto a un punto morto, e la data di uscita era sempre più lontana, così, dopo una riunione, i restanti membri del team furono d'accordo nel farlo diventare un tradizionale sparatutto. La delusione che scaturì da questo cambio di rotta e il sentirsi "messo da parte" portarono il game designer a considerare la propria posizione all'interno dell'azienda, ma le sue dimissioni vennero comunque imposte da John Carmack che riteneva insoddisfacente il lavoro svolto da Romero.
Dopo un periodo di intenso sviluppo uscì una demo del gioco per i test il 24 febbraio 1996, QTest. Ancora pesantemente incompleta, era giocabile unicamente in multiplayer, ed era stata pubblicata principalmente per testare il funzionamento del gioco online. Il gioco, tra le altre cose, presentava già sia la sparachiodi che le sue casse di munizioni con il logo dei Nine Inch Nails. Da notare come, durante i test, alcuni parametri di gioco fossero già modificabili dai giocatori, con il risultato che i primi mod iniziarono a diffondersi prima dell'effettiva uscita sul mercato.
Il 22 giugno di quello stesso anno uscì il gioco sotto forma di shareware: era giocabile per intero il primo dei quattro episodi. Un mese dopo venne ufficialmente lanciata la versione completa di Quake, che oltre ad altri tre episodi includeva alcune mappe per il multiplayer. La versione inscatolata per i negozi venne pubblicata da GT Interactive.

## Motore di gioco
Considerato una pietra miliare del genere, Quake presenta numerosi aspetti innovativi per l'epoca, a partire dal motore grafico realmente tridimensionale Quake engine, che permetteva architetture dei livelli prima impossibili; fu uno dei primi titoli a supportare l'accelerazione grafica hardware, in un primo momento con VQuake, una versione dedicata alle (presto sparite) schede grafiche Rendition Vérité ed infine con GLQuake, che sfruttava le specifiche aperte OpenGL e che diede di fatto il via allo sviluppo frenetico di GPU per giochi, restandone per anni il principale benchmark per le prestazioni. Il porting del gioco su scheda video permetteva infatti di giocare con qualità grafica e risoluzione superiore in maniera fluida, abilitando anche effetti finora impossibili quali trasparenze, ombre e filtri per le texture.
Infine fu rivoluzionato il comparto multigiocatore: il modello di gioco infatti diventava Client-Server e sfruttava il protocollo IP, con possibilità di giocare non solo in LAN ma anche attraverso Internet. Il protocollo di gioco fu in seguito ulteriormente perfezionato con la creazione di QuakeWorld, che migliorava notevolmente la giocabilità su internet sopperendo (in parte) alle elevate latenze (con anche ping di 300-400ms) delle connessioni internet di quel periodo.
Successivamente sono state apportate diverse modifiche amatoriali al motore di gioco al fine di renderlo compatibile con i sistemi operativi più recenti e aggiungere effetti next-gen tramite l'impiego di shaders che aggiungessero realismo al titolo. Il porting più utilizzato è Darkplaces, basato sul motore originale pesantemente modificato al fine di supportare texture in alta definizione, modelli con più triangoli, interpolazione delle animazioni, ombre realistiche, luci dinamiche, simulazione dell'acqua e altri effetti comunemente impiegati nei videogiochi attuali.
Nell'agosto del 2021 è uscito Quake Enhanced, versione migliorata a cura di Nightdive Studios e sviluppata sul KEX Engine, già impiegato per le remaster di altri titoli. Rispetto ai porting amatoriali, mantiene un aspetto retrò pur implementando effetti grafici quali filtri per le texture, motion blur e risoluzione 4K. L'aggiornamento include inoltre diversi add-on gratuiti pubblicati periodicamente e scaricabili direttamente in-game, i due Mission Pack originali più i due seguiti spirituali Dimension of the Past (sviluppato da MachineGames) e Dimension of the Machine (creato appositamente per l'occasione).

## Colonna sonora
La colonna sonora del gioco è stata realizzata dai Nine Inch Nails, il cui logo è ripetutamente presente all'interno del gioco impresso su alcune casse di legno adibite alla ricarica della sparachiodi automatica e sopra l'arma stessa. Si tratta di dieci pezzi interamente strumentali. Per l'ascolto della musica il gioco fa uso del lettore cd-rom del computer in modalità cd audio. Anche gli effetti sonori speciali del gioco sono stati realizzati dal gruppo.
John Carmack e American McGee erano accaniti fan del gruppo e quando vennero a sapere che Trent Reznor adorava Doom la collaborazione divenne quasi automatica.

### Tracce
1. Quake Theme – 5:08
2. Aftermath – 2:26
3. The Hall of Souls – 8:20
4. It Is Raped – 6:05
5. Parallel Dimensions – 7:24
6. Life – 8:38
7. Damnation – 5:35
8. Focus – 6:28
9. Falling – 3:32
10. The Reaction – 5:15

Durata totale: 58:51

## Mod e opere correlate
Con l'introduzione di un vero e proprio linguaggio di programmazione dedicato, il QuakeC, e la presenza di un motore grafico potente e flessibile, sono state sviluppate numerose mod e total conversion relative al gioco, come Rocket Arena Beyond Belief, Fantasy Quake, e AirQuake. Una delle mod più popolari per il gioco, Team Fortress, è poi diventata una serie indipendente.